# 암로디핀
암로디핀(Amlodipine)은 지속성 작용성의 칼슘 통로 차단제(디히드로피리딘 계열)로, 고혈압과 협심증 치료에 쓰인다. 대한민국에서는 노바스크(Norvasc)의 명칭으로 알려져 있다. 암로디핀은 다른 칼슘 통로 차단제처럼 동맥벽의 평활근을 이완시키며, 총말초저항을 줄여 혈압을 낮춘다. 협심증에서는 심근으로 흐르는 혈류를 증가시킨다.

## 의학적 용도
암로디핀은 고혈압과 혈관질환을 관리하는 데 쓰인다.

## 사용 금지 사유
다음과 같은 경우에는 사용을 금지한다.
- 모유 수유
- 심장성 쇼크
- 불안정형 협심증
- 대동맥판 협착: 암로디핀은 혈관 확장을 유발하며, 심각한 대동맥판 협착이 있는 환자에서는 심박출량이 줄어들 수 있다.

## 부작용
암로디핀의 사용으로 있을 수 있는 부작용은 다음과 같다.(발생 빈도가 높은 순으로 나열)
- 사용자의 8.3%는 말초부종, 4.5%는 피로가 있다.[2]
- 100명에 1명꼴로 현기증, 심계항진, 근육통, 위통, 두통, 소화불량, 메스꺼움이 있다.
- 1000명에 1명꼴로 혈액 질환, 남성의 유방 발달 (여성형 유방), 발기부전, 우울증, 불면증, 심계 항진, 치은 증식이 있다.
- 1만 명에 1명꼴로 엉뚱한 행동, 간염, 황달의 증상이 있다.
- 10만 명에 1명꼴로 과혈당증, 떨림, 스티븐스-존슨 증후군이 발생한다.